# Frank G. Carpenter
Frank George Carpenter   né le 8 mai 1855 à Mansfield, Ohio (États-Unis) et mort le 18 juin 1924 à Nankin (Chine), est à la fois un journaliste, voyageur, photographe et conférencier américain et auteur de livres de géographie. Il est l'auteur d'une série de livres appelée Carpenter's World Travels « Les Voyages autour du monde de Carpenter ». Ses écrits ont contribué à populariser l'anthropologie culturelle et la géographie.

## Biographie

### Jeunesse
Carpenter est né à Mansfield, Ohio, fils de George F. et Jennette L. Carpenter. Il obtient son baccalauréat à l'Université de Wooster (en) en 1877. Il commence à travailler comme journaliste pour The Cleveland Leader (en) en 1879, et en 1882, il  déménage à Washington en tant que correspondant là-bas. Il épouse Joanna D. Condict de Mansfield en 1883. En 1884, il devient correspondant pour l'American Press Association (en). En 1887, il travaille pour le New York World. À ce stade, ses écrits sont largement diffusés dans d'autres journaux et magazines à travers les États-Unis.

### Voyageur du monde

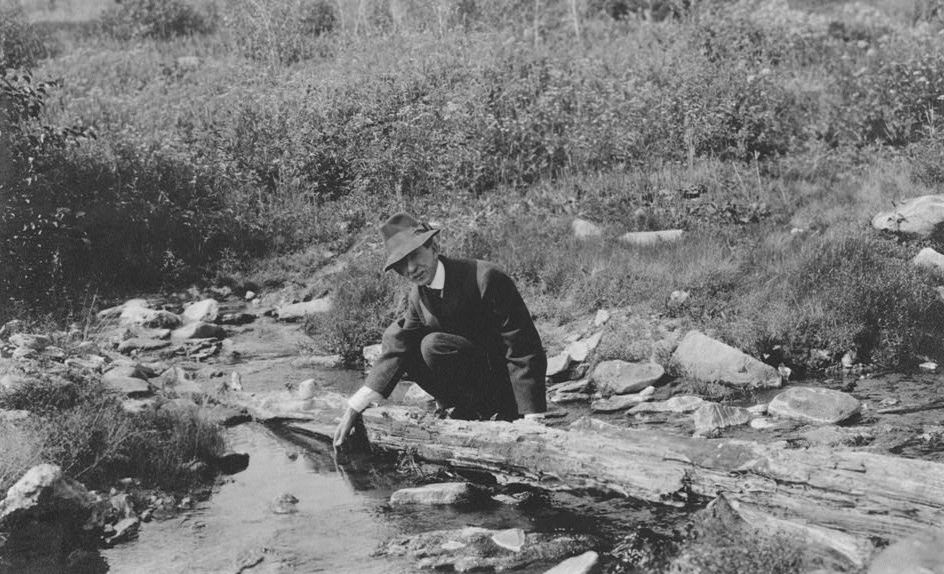
Frank G. Carpenter près de Hot Springs, en Alaska.

Carpenter a réussi à obtenir suffisamment de missions avec des syndicats de journaux et le magazine Cosmopolitan pour financer un voyage autour du monde entre 1888 et 1889. Il avait pour mission d'envoyer chaque semaine une lettre à 12 périodiques, décrivant la vie dans les pays qu'il visitait.

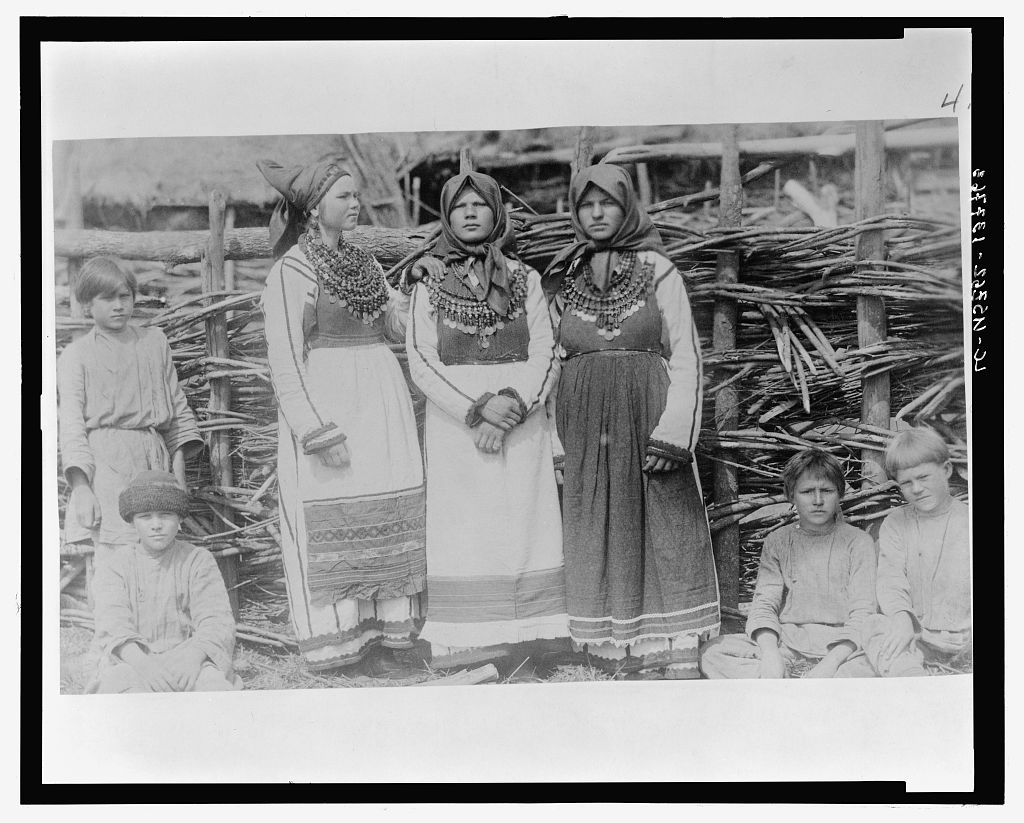
Photographie de Carpenter représentant trois jeunes femmes vêtues de tenues cérémonielles.

Après la fin de ce voyage, il continue de manière intensive à voyager, parcourant environ 40 200 km, en Amérique du Sud en 1898, puis effectue des tournées d'écriture de lettres en Amérique centrale, en Amérique du Sud et en Europe. Du milieu des années 1890 jusqu'à sa mort, Carpenter a voyagé presque continuellement autour du monde, rédigeant près de 40 livres et de nombreux articles de magazines sur ses voyages. Ses voyages et ses écrits sont si nombreux que les historiens ont du mal à déterminer précisément où il se trouvait à un moment donné, bien que ses livres témoignent de ses destinations.
Ses écrits comprennent des mémoires personnels et ce qu'il appelait geographical readers  (lecteurs géographiques) destinés aux cours de géographie. Ces ouvrages sont restés des textes de référence utilisés dans les écoles américaines pendant 40 ans. Ses écrits ont contribué à populariser l'anthropologie culturelle et la géographie. On le remarque notamment pour son étude de 1922 sur la régénération de l'Europe après la Première Guerre mondiale et pour la première interview accordée au dirigeant chinois Li Hongzhang.
Il voyageait avec sa femme, et lorsqu'ils ne voyageaient pas, ils résidaient à Washington, ou dans leur maison près de la vallée de Shenandoah pendant l'été. Il avait 2 enfants. Ses biens immobiliers à Washington ont fait de lui un millionnaire. Il était membre de la Royal Geographical Society, du National Press Club et de nombreuses sociétés scientifiques.
Avec sa fille Frances Carpenter, il a photographié l'Alaska entre 1910 et 1924. Une collection de plus de 5 000 images a été donnée à la Bibliothèque du Congrès par sa fille Frances à sa mort en 1972. La collection à la Bibliothèque du Congrès compte environ 16 800 photographies et environ 7 000 négatifs,.

### Mort
Carpenter est mort en 1924 à Nankin, en Chine, des suites d'une maladie, lors de son troisième tour du monde. L'avis de décès du quotidien  The Boston Globe a observé qu'il « écrivait toujours de manière fascinante, dans un langage compréhensible par l'homme et la femme ordinaires, sur des sujets qui intéressent même les enfants. Il avait un génie pour découvrir des choses et pour les écrire de manière intéressante »,.

## Publications
Livres de Frank G. Carpenter  : 
- Carpenter's Geographical Readers series (publié par the American Book Company)
  - Asia (1897)
  - North America (1898)
  - Through Asia with the children (1898)
  - Through America with the children (1898)
  - South America (1899)
  - Europe (1902)
  - Australia, our colonies and other islands of the sea (1904)
  - Africa (1905)

- Carpenter's World Travels series (publié par Doubleday):
  - Holy Land and Syria (1922)
  - From Tangier to Tripoli (1923)
  - Alaska: our Northern Wonderland (1923)
  - The Tail of the Hemisphere: Chile and Argentina (1923)
  - Cairo to Kisumu (1923)
  - Java and East Indies (1923)
  - France to Scandinavia (1923)
  - New Zealand and some islands of the South Pacific (1923)
  - The Alps, The Danube, and the Near East (1924)
  - Canada and Newfoundland (1924)
  - Mexico (1924)
  - Uganda to the Cape (1924)
  - Along the Parana and The Amazon (1925)
  - China (1925)
  - Japan and Korea (1925)
  - Land of the Caribbean (1925)
  - Through the Philippines and Hawaii (1925)
  - Lands of the Andes and the Desert (1926)
  - The British Isles and the Baltic States (1926)
  - Carp's Washington (1960, ed. by Frances Carpenter)

- Carpenter's Readers of Commerce and Industry series (publié par American Book Company)
  - South America: Social, Industrial and Political (1900)
  - How the World is Fed (1907)
  - How the World is Clothed (1909)
  - How the World is Housed (1911)
  - Around the World with the Children (1917)

- Carpenter's New Geographical Readers series (publié par by American Book Company)
  - South America (1923)
  - Europe (1922)
  - North America (1922)
  - Asia (1923)
  - Africa (1923)

- Carpenters' Journey Club Travels series (publié by American Book Company). Co-auteur Frances Carpenter.
  - The Houses We Live In (1926)
  - The Clothes We Wear (1926)